# Продавцы боли
«Продавцы боли» (англ. Pain Hustlers) — криминальная драма режиссёра Дэвида Йейтса. В основе сценария Уэллса Тауэра положена статья Эвана Хьюза из New York Times The Pain Hustlers и его роман 2022 года The Hard Sell. Главные роли в фильме исполнили Эмили Блант, Крис Эванс, Энди Гарсия и Брайан д’Арси Джеймс.
Мировая премьера состоялась 11 сентября 2023 года на Международном кинофестивале в Торонто. 20 октября 2023 года фильм выйдет в США в ограниченный прокат. Премьера на Netflix состоится 27 октября 2023 года.

## Сюжет
Лиза Дрейк, бросившая школу, мечтает о лучшей жизни для своей дочери. Она устраивается на работу в близкую к краху фармацевтическую компанию в торговом центре в Центральной Флориде и благодаря своему сильному характеру ей удалось спасти компанию. Вскоре она оказывается в центре преступного заговора со смертельными последствиями.

## В главных ролях
- Эмили Блант — Лайза Дрейк
- Крис Эванс — Пит Бреннер
- Кэтрин О’Хара — Джеки Дрейк
- Энди Гарсия — доктор Джек Нил
- Брайан д’Арси Джеймс — доктор Лиделл
- Джей Дюпласс — Брент Ларкин
- Амит Шах — Эрик Пэйли
- Хлоя Коулман[англ.] — Фиби Дрейк

## Производство и премьера
18 августа 2021 года компания Sony Pictures объявила о начале работы над безымянным фильмом, режиссёром которого станет Дэвид Йейтс, а сценаристом — Уэллс Тауэр, основанного на статье 2018 года Эвана Хьюза из журнала New York Times The Pain Hustlers и его романе 2022 года The Hard Sell. Фильм совместного производства компаний Grey Matter Productions и Wychwood Pictures. Йейтс также выступит сопродюсером фильма вместе с Лоуренсом Греем и Ивонн Уолкотт Йейтс. В мае 2022 года к актёрскому составу присоединилась Эмили Блант, а компания Netflix приобрела права на фильм под названием «Pain Hustlers» в рамках сделки стоимостью не менее 50 миллионов долларов. В июле к фильму присоединился Крис Эванс, в августе — Энди Гарсия, Кэтрин О’Хара, Джей Дюпласс, Брайан д’Арси Джеймс и Хлоя Колман. Производство началось в конце августа 2022 года.
Мировая премьера фильма состоялась на Международном кинофестивале в Торонто 11 сентября 2023 года.

## Отзывы
Фильм получил негативные отзывы кинокритиков.